# トラッシュ中沼
トラッシュ 中沼（トラッシュ なかぬま、1975年2月19日 - ）は、日本のプロボクサー。本名は中沼 正樹（なかぬま まさき）。東京都文京区出身。第46代日本フライ級王者および第30代OPBF東洋太平洋フライ級王者。

## 来歴
両親が1歳の時に離婚。父に引き取られるも、ギャンブル好きで酒びたり暴力も常であった。17歳の時にその父が病没。姉が生活を支えるために働き、その反面自身は暴力行為を繰り返し鑑別所に入れられる状況であった。しかし鑑別所でボクシングを教えられ、亡き父、育ててくれた姉のためにも頂点を目指す事を心に誓う。リングネームのトラッシュは、英語でゴミ、屑の意味で、これはゴミのような人生を送ってきた自分に対する自戒の意味がこめられている。

### デビュー〜新人王獲得
1993年12月4日、後楽園ホールで国際ボクシングスポーツジムからプロデビュー。大木亜弓を相手に2RTKO勝利。
1995年12月16日、東日本新人王決勝戦で長山俊一に6R判定勝ち。東日本ライトフライ級新人王タイトルを獲得。
1996年2月18日、大阪府立体育会館で福本義弘に2RKO勝ち。全日本新人王決定戦を制した。

### 病気、日本王座獲得
1997年10月25日、折原健也に6R判定勝ちした後、髄膜炎を煩い入院。後に「連日のように40度近い高熱に魘され、死ぬことを覚悟した」「毎日のように『ナーカーヌーマークーン』と呼んでいる男の幻聴が聞こえた」と闘病生活について語っている。
1999年7月3日、約2年ぶりのリングで濱口健一郎を相手に復帰戦を行い、4RTKO勝ちを収める。
2002年4月30日、日本フライ級王者坂田健史とタイトルマッチを行い、10R判定勝ちを収め王座を獲得。

### タイトルマッチ3連敗
2003年4月5日、坂田健史と再戦し、10R判定負け。王座陥落。
2003年8月24日、OPBF東洋太平洋フライ級王者小松則幸とタイトルマッチを行い、12R判定負け。OPBF東洋太平洋王座獲得に失敗。
2004年1月3日、パシフィコ横浜でWBC世界フライ級王者ポンサクレック・クラティンデーンジムとタイトルマッチを行い、12R判定負け。世界王座獲得に失敗。

### 東洋王座獲得・引退
2004年9月20日、OPBF東洋太平洋フライ級王者小松則幸と再戦し、12R判定勝ち。世界挑戦に専念するため、同王座は防衛せずに返上。
2005年1月3日、有明コロシアムでWBA世界フライ級王者ロレンソ・パーラとタイトルマッチを行い、12R判定負け。世界王座獲得に失敗。この試合後、「三浦さんがいないなら、国際ジムでボクシングをやる意味がない。三浦さんのジムに移籍できないなら現役引退する」とコメント。トレーナーをしていたクラッシャー三浦が国際ジムから独立し、ドリームボクシングジムを開設したことを理由に現役引退を表明。

### 現役復帰
2006年3月11日、引退を撤回し現役復帰。クリストファー・テポラに2RKO勝ちして再起に成功。所属は現在も国際ジムだが、指導は元国際ジムトレーナーで、現ドリームボクシングジム会長のクラッシャー三浦から受けている。

## 戦績
プロボクシング：33戦27勝（12KO）6敗
| 戦           | 日付           | 勝敗 | 時間     | 内容    | 対戦相手                             | 国籍                       | 備考                                               |
| ------------ | -------------- | ---- | -------- | ------- | ------------------------------------ | -------------------------- | -------------------------------------------------- |
| 1            | 1993年12月4日  | ☆    | 2R 1:11  | TKO     | 大木亜弓                             | 日本 （鎌ヶ谷）            | プロデビュー戦                                     |
| 2            | 1994年11月5日  | ☆    | 4R       | 判定    | 吉田寿臣                             | 日本 （ワタナベ）          |                                                    |
| 3            | 1994年11月28日 | ★    | 4R       | 判定    | 木村充孝                             | 日本 （新日本木村）        |                                                    |
| 4            | 1995年3月30日  | ★    | 4R       | 判定    | 柳孝之                               | 日本 （不二）              |                                                    |
| 5            | 1995年7月11日  | ☆    | 4R 1:02  | TKO     | 斉藤伸哉                             | 日本 （金子）              |                                                    |
| 6            | 1995年8月28日  | ☆    | 4R       | 判定    | 宮澤伸英                             | 日本 （石丸）              |                                                    |
| 7            | 1995年9月27日  | ☆    | 4R       | 判定    | 誠士郎                               | 日本（全日本パブリック）   |                                                    |
| 8            | 1995年10月31日 | ☆    | 4R       | 判定    | 平出一浩                             | 日本（新日本タニカワ）     |                                                    |
| 9            | 1995年12月16日 | ☆    | 6R       | 判定    | 長山俊一                             | 日本 （石川）              | 東日本ジュニアフライ級新人王トーナメント決勝戦     |
| 10           | 1996年2月18日  | ☆    | 2R 1:58  | KO      | 福本義弘                             | 日本（本田フィットネス）   | 全日本ジュニアフライ級新人王決定戦                 |
| 11           | 1996年7月5日   | ☆    | 5R       | 判定    | 八尋亮                               | 日本 （北澤）              |                                                    |
| 12           | 1996年8月30日  | ☆    | 5R       | 判定    | 誠士郎                               | 日本（全日本パブリック）   |                                                    |
| 13           | 1996年10月25日 | ☆    | 6R       | 判定    | 折原健也                             | 日本 （極東）              | 第10回KSD杯争奪B級トーナメントジュニアフライ級決勝 |
| 14           | 1997年2月17日  | ☆    | 8R       | 判定    | 田中強士                             | 日本 （京浜）              |                                                    |
| 15           | 1997年7月28日  | ☆    | 10R      | 判定    | 島津光也                             | 日本 （上滝）              |                                                    |
| 16           | 1999年7月3日   | ☆    | 4R 1:16  | TKO     | 濱口健一郎                           | 日本 （ビクトリー）        |                                                    |
| 17           | 2000年4月7日   | ☆    | 2R 1:52  | KO      | ヨドペッチ・チュワタナ               | タイ                       |                                                    |
| 18           | 2000年9月1日   | ☆    | 6R       | 判定    | 小林宏                               | 日本 （角海老宝石）        |                                                    |
| 19           | 2000年10月20日 | ☆    | 3R 1:57  | TKO     | 家住勝彦                             | 日本（レイスポーツ）       | 第14回KSD杯争奪A級トーナメントフライ級決勝         |
| 20           | 2001年1月20日  | ☆    | 10R      | 判定2-1 | パニアン奥田                         | 日本 （角海老宝石）        |                                                    |
| 21           | 2001年7月14日  | ☆    | 6R 2:49  | TKO     | ウィン・ネイションマン               | タイ                       |                                                    |
| 22           | 2002年1月19日  | ☆    | 3R 0:50  | KO      | センサック・シンマナサック           | タイ                       |                                                    |
| 23           | 2002年4月30日  | ☆    | 10R      | 判定2-0 | 坂田健史                             | 日本 （協栄）              | 日本フライ級タイトルマッチ                         |
| 24           | 2002年9月7日   | ☆    | 6R 2:41  | KO      | 北野良                               | 日本 （ヨネクラ）          | 日本王座防衛1                                      |
| 25           | 2002年12月5日  | ☆    | 10R 1:24 | TKO     | 小島武幸                             | 日本 （横浜さくら）        | 日本王座防衛2                                      |
| 26           | 2003年4月5日   | ★    | 10R      | 判定0-3 | 坂田健史                             | 日本 （協栄）              | 日本王座陥落                                       |
| 27           | 2003年8月24日  | ★    | 12R      | 判定1-2 | 小松則幸                             | 日本（エディタウンゼント） | OPBF東洋太平洋フライ級タイトルマッチ               |
| 28           | 2004年1月3日   | ★    | 12R      | 判定0-3 | ポンサクレック・クラティンデーンジム | タイ                       | WBC世界フライ級タイトルマッチ                      |
| 29           | 2004年6月5日   | ☆    | 8R 2:06  | TKO     | エドガー・ロドリゴ                   | フィリピン                 |                                                    |
| 30           | 2004年9月20日  | ☆    | 12R      | 判定2-0 | 小松則幸                             | 日本（エディタウンゼント） | OPBF東洋太平洋フライ級タイトルマッチ／返上         |
| 31           | 2005年1月3日   | ★    | 12R      | 判定0-3 | ロレンソ・パーラ                     | ベネズエラ                 | WBA世界フライ級タイトルマッチ                      |
| 32           | 2006年3月11日  | ☆    | 2R 3:00  | KO      | クリストファー・テポラ               | フィリピン                 |                                                    |
| 33           | 2006年6月17日  | ☆    | 10R      | 判定3-0 | ジョジョ・バルドン                   | フィリピン                 |                                                    |
| テンプレート |                |      |          |         |                                      |                            |                                                    |

## 獲得タイトル
- 第52回東日本ジュニアフライ級[2]新人王
- 第42回全日本ジュニアフライ級新人王
- 第10回KSD杯争奪B級トーナメントジュニアフライ級優勝
- 第14回KSD杯争奪A級トーナメントフライ級優勝
- 第46代日本フライ級王座（2度防衛）
- 第30代OPBF東洋太平洋フライ級王座（0度防衛＝返上）